# جون تشارلز (لاعب كرة قدم)
جون تشارلز (بالإنجليزية: John Charles)‏ (9 سبتمبر 1944 في المملكة المتحدة - 17 أغسطس 2002) هو لاعب كرة قدم بريطاني في مركز الدفاع. لعب مع وست هام يونايتد.

## وصلات خارجية
- جون تشارلز على موقع قاعدة بيانات كرة القدم.إي يو (الإنجليزية)